# 美济礁机场
美济礁机场是位於美济礁的机场，为永暑礁机场，渚碧礁机场以外，中国於南沙群岛建造的第三个机场。

## 结构
美濟機場有一條2700米、方向為03/21的跑道。2016年7月13日8時30分中國政府徵用中國南方航空空中巴士A320從海口美蘭國際機場起飛，經過近2個小時的飛行，於10時29分在美濟島新建機場着陸並於當日下午返回海口，完成试飞。